# Cylindropuntia sanfelipensis
Cylindropuntia lindsayi, conocida comúnmente como cholla de San Felipe, es una especie de planta suculenta perteneciente al género Cylindropuntia, dentro de la familia Cactaceae. Es endémica del noroeste de México (concretamente del norte del estado mexicano de Baja California).

## Descripción
Cylindropuntia sanfelipensis es una especie de cactus muy espinoso que crece como un arbusto bajo densamente ramificado, alcanzando alturas de 0,5 a 1,5 m. Los tallos son ligeramente ascendentes, articulados y están formados por segmentos firmemente adheridos. Cada uno de ellos mide de 8,5 a 15,5 cm de largo y de 2,2 a 3,5 cm de diámetro. Son de forma cilíndrica, tienen la epidermis de color verde grisáceo y presentan tubérculos anchos y de forma elíptica.
Sobre los tallos se asientan areolas de color crema que se tornan grises con la edad. Poseen gloquidios de color amarillo claro, miden de 2 a 5 mm de longitud y algunos de ellos tienen forma de cerdas de hasta 1 cm de largo. También tienen de 11 a 27 espinas de color amarillo claro y están cubiertas por una vaina epidérmica que parece de papel. Están presentes en todas las areolas y miden de 2,1 a 4,4 cm de largo.

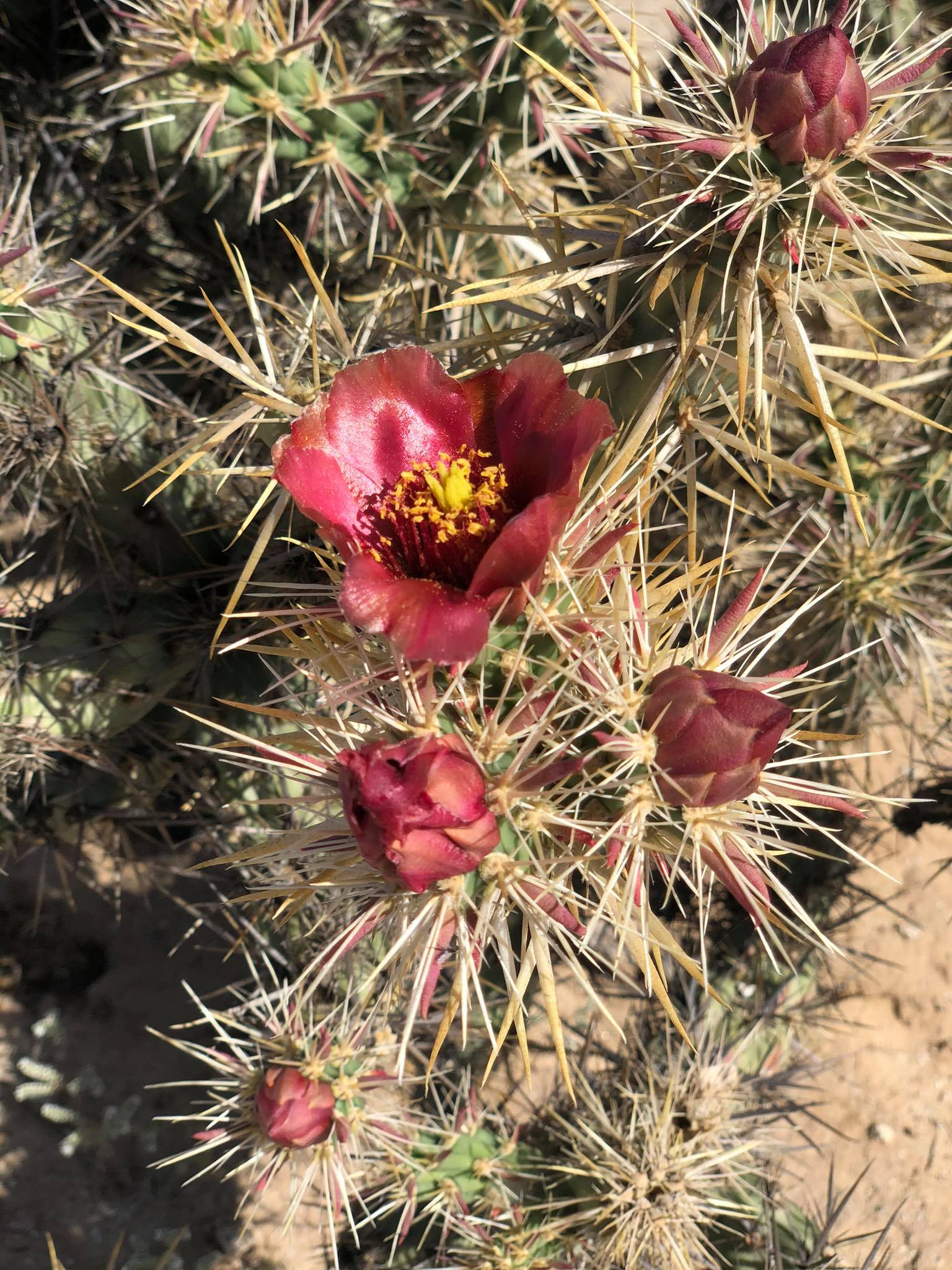
Detalle de las flores

Las flores son de color amarillo bronce a magenta rojizo, se abren durante el día (diurnas) y son polinizadas por abejas. Son puramente femeninas o hermafroditas (ginodioecia), con los filamentos rojos y las anteras amarillas. Florece entre los meses de marzo y mayo.
Los frutos tienen forma abultada o de copa, son de color verde grisáceo a tostado o grisáceo y muy espinosos. Son secos y adquieren forma de rebabas. Miden de 1,7 a 2,4 cm de largo y tienen un diámetro de 1,5 a 2,5 cm.

## Distribución y hábitat
El área de distribución nativa de esta especie es el noroeste de México (concretamente en el norte del estado mexicano de Baja California) y crece principalmente en biomas desérticos o de matorral seco.
Habita en planicies arenosas o rocosas, a elevaciones de 350 a 1000 metros sobre el nivel del mar.

## Taxonomía
La primera descripción de esta especie fue como Opuntia sanfelipensis, publicada en 1999 por el botánico Jon Paul Rebman en la revista Haseltonia: Yearbook of the Cactus and Succulent Journal 6: 17.
Posteriormente, el propio Jon Paul Rebman colocó la especie en el género Cylindropuntia, pasando a llamarse Cylindropuntia sanfelipensis y anotando estos cambios en la revista científica Journal of the Arizona-Nevada Academy of Science 34: 45 en el año 2002.
Etimología
- Cylindropuntia: nombre genérico formado por dos palabras: el sustantivo griego kýlindros (que significa 'cilindro') y el género Opuntia, (con el que el género tiene similitudes), haciendo referencia a la forma cilíndrica de los tallos de las plantas.
- sanfelipensis: epíteto geográfico que hace referencia a la presencia de la especie cerca de la localidad de San Felipe, en el estado mexicano de Baja California.[8]

## Estado de conservación
En la Lista Roja de Especies Amenazadas de la UICN, la especie está clasificada como de “Preocupación Menor (LC)” y no se conocen amenazas importantes para la conservación de esta especie.

## Usos
Se cultiva principalmente como planta ornamental y su propagación se realiza a través de esquejes o semillas.